# Samtgemeinde Niedernwöhren
Die Samtgemeinde Niedernwöhren ist ein Gemeindeverband im Landkreis Schaumburg in Niedersachsen mit sechs Mitgliedsgemeinden und Sitz in Niedernwöhren.

## Geografie

### Nachbargemeinden
Im Westen grenzt die Stadt Petershagen des Kreises Minden-Lübbecke an,
im Norden die Stadt Rehburg-Loccum (Landkreis Nienburg/Weser) und nordöstlich die Samtgemeinde Sachsenhagen.
Im Osten liegt die Samtgemeinde Lindhorst und südöstlich die Kreisstadt Stadthagen,
im Süden die Samtgemeinde Nienstädt und südwestlich die Stadt Bückeburg.

### Samtgemeindegliederung
Die Samtgemeinde Niedernwöhren wurde am 1. März 1974 im Zuge der Gebietsreform gebildet. Die Gemeinde Nordsehl wurde dabei geteilt. Das südliche Gemeindegebiet wurde als Ortsteil Brandenburg in die Stadt Stadthagen eingemeindet.
1. Lauenhagen mit dem Ortsteil Hülshagen (9,73 / 1.347)
2. Meerbeck mit den Ortsteilen Volksdorf und Kuckshagen (13,09 / 1.953)
3. Niedernwöhren * (11,06 / 2.021)
4. Nordsehl (5,97 / 727)
5. Pollhagen (12,87 / 1.107)
6. Wiedensahl, Flecken (11,70 / 998)

(Fläche in km² und Einwohner am 30. Juni 2016)

## Politik

### Samtgemeinderat
Der Rat der Samtgemeinde Niedernwöhren besteht aus 20 Ratsfrauen und Ratsherren. Dies ist die festgelegte Anzahl für eine Samtgemeinde mit einer Einwohnerzahl zwischen 7.001 und 8.000 Einwohnern. Die Ratsmitglieder werden durch eine Kommunalwahl für jeweils fünf Jahre gewählt. Neben den 20 in der Samtgemeindewahl gewählten Mitgliedern ist außerdem der hauptamtliche Samtgemeindebürgermeister im Rat stimmberechtigt. 
Aus dem Ergebnis der Kommunalwahl 2021 ergab sich folgende Sitzverteilung:
| Samtgemeinderat 2021Insgesamt 20 Sitze - SPD: 9 - Grüne: 2 - WGN: 2 - CDU: 6 - AfD: 1 |

Vorherige Sitzverteilungen
| Wahljahr | SPD | CDU | WGN | Grüne | Gesamt   |
| -------- | --- | --- | --- | ----- | -------- |
| 2016     | 10  | 7   | 3   | 2     | 22 Sitze |

### Samtgemeindebürgermeister
Seit dem 29. Januar 2021 ist Aileen Borschke (parteilos) Bürgermeisterin der Samtgemeinde.

### Finanzen
Gemäß den Vorschriften erstellt die Samtgemeinde für jedes Jahr einen Haushaltsplan. Die Haushaltspläne können in der Samtgemeinde Verwaltung eingesehen werden.

### Wappen
Beschreibung: Das Wappen der Samtgemeinde Niedernwöhren zeigt einen roten Schild mit einem silbernen Nesselblatt in der Mitte. Das Nesselblatt enthält in der Mitte eine fünfblättrige rote Rose mit goldenem Samen und grünen Kelchblättern.

## Kultur und Sehenswürdigkeiten

### Museen
In Wiedensahl laden das Wilhelm-Busch-Geburtshaus und das Heimatmuseum zum Besuch ein.

### Sport
Die Samtgemeinde unterstützt den Förderverein (Träger) des ganzjährig geöffneten Hallenbades in Nordsehl, dessen Wassertemperatur durchgehend 30 °C beträgt.

## Wirtschaft und Infrastruktur
Der Schiffsverkehr wird an den Häfen Niedernwöhrens abgefertigt.

### Öffentliche Einrichtungen
In Niedernwöhren gibt es eine Polizeistation.

### Bildung
In Niedernwöhren und Lauenhagen werden Grundschulen unterhalten. Die Grundschule in Meerbeck wurde 2014/2015  der Niedernwöhrender angegliedert. Mit sieben Kindergärten gibt es in jeder Mitgliedsgemeinde mindestens einen. In Nordsehl und Meerbeck werden Krippenplätze angeboten und in Niedernwöhren wird eine Ganztagesbetreuung angeboten.

## Persönlichkeiten

### Söhne und Töchter der Samtgemeinde
- Wilhelm Busch (* 1832 in Wiedensahl; † 1908 in Mechtshausen)